# Gert-Jan Buitendijk
Gert-Jan Buitendijk (Strijen, 20 april 1967) is een Nederlandse topambtenaar. Hij is sinds 1 september 2020 secretaris-generaal van het ministerie van Algemene Zaken. In deze functie is hij de hoogste ambtelijke adviseur van premier Dick Schoof.

## Ambtelijke loopbaan
Buitendijk werd geboren in het Zuid-Hollandse Strijen, als zoon van een maatschappelijk actieve aannemer. Hij studeerde politicologie aan de Erasmus Universiteit Rotterdam.
In 1995 trad Buitendijk in dienst van het ministerie van Financiën, waarna hij in 2006 overstapte naar het ministerie van Binnenlandse Zaken en Koninkrijksrelaties. Daar klom Buitendijk op tot directeur-generaal Bestuur en Wonen, alvorens hij in 2017 directeur-generaal Werk werd aan het ministerie van Sociale Zaken en Werkgelegenheid.
Buitendijk werd in in 2020 benoemd als secretaris-generaal van het ministerie van Algemene Zaken. Daarmee is hij de hoogste ambtelijke adviseur van de minister-president. Tevens is Buitendijk voorzitter van het Secretarissen-Generaal Overleg.
Buitendijk kwam in het nieuws nadat hij in 2023 kritiek leverde op de omgang van kabinetsleden met de inzet van ambtenaren. "Alles moet in crisistempo", zei Buitendijk tegen NRC over de in zijn ogen lange formaties en korte regeerperiodes van kabinetten. Hij vond dat "Kamerleden moeten ophouden ambtenaren met naam en toenaam in het politieke debat te trekken."

## Politieke loopbaan
Naast zijn ambtelijke functies was Buitendijk van 1998 tot 2006 wethouder en locoburgemeester in de gemeente Strijen. Hij bekleedde deze functies namens het CDA.